# Heptagramme
 (avril 2009).

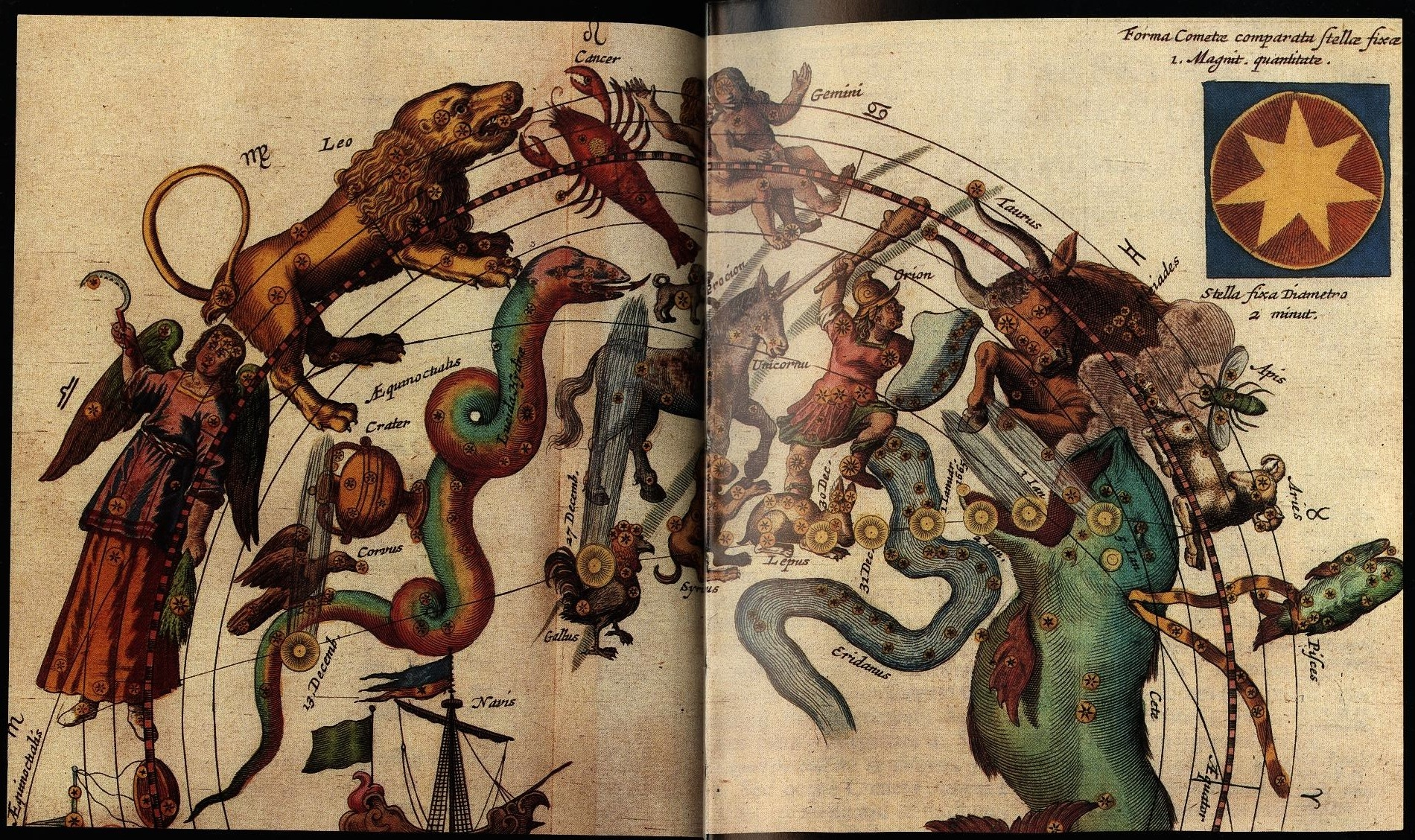
Un heptagramme représenté dan Theatrum Cometicum de Stanisław Lubieniecki. L’image extraite du livre Le ciel, ordre et désordre, coll. « Découvertes Gallimard ».

Un heptagramme est une étoile (ou polygramme (en)) à sept branches dessinée sur la base de sept droites. Plus précisément : c'est un heptagone régulier étoilé. Un heptagramme est une stellation de l'heptagone régulier convexe.

## Construction géométrique
Il existe deux types d'heptagrammes, désignés par leur symbole de Schläfli {7/2} et {7/3}, le second nombre représentant l'intervalle entre sommets utilisé pour tracer la figure à partir de l'heptagone régulier convexe {7/1}.
La plus petite étoile polygonale est le pentagramme {5/2}. La suivante, l'hexagramme « {6/2} », n'est pas un polygone mais une combinaison de deux triangles. L'heptagramme est le plus petit polygone régulier étoilé qui puisse être tracé de deux façons différentes sous forme de fractions irréductibles. On trouve ensuite l'octagramme ou octogramme {8/3}, suivi de l'ennéagramme qui a lui aussi deux formes, {9/2} et {9/4} (« {9/3} » n'est pas un polygone mais une combinaison de trois triangles).
| L'heptagramme 7/2 | L'heptagramme 7/3 | Les deux heptagrammes tracés au sein d'un heptagone régulier |

## L'heptagramme en tant que symbole

Heptagramme représentant les sept jours de la semaine, symbolisés par les planètes associées.

Ancien blason de la République démocratique de Géorgie, 1918-1921, 1991-2004.

### Symbole religieux et occulte
L'heptagramme est utilisé comme symbole dans plusieurs traditions religieuses et occultes.
Le premier heptagramme {7/2} est un symbole utilisé dans la tradition kabbaliste, puis par Aleister Crowley et l'Ordo Templi Orientis qui le désignent sous le nom d'« étoile (ou sceau) de Babalon », déesse de Thelema.
Le second heptagramme {7/3} est connu chez les Wiccans sous le nom d'« étoile elfique » ou « étoile féerique », et constitue un symbole sacré pour les adeptes de la tradition Wicca féerique. Parallèlement, il a été adopté comme un signe distinctif par les membres de la sous-culture Otherkin. La Blue Star Wicca utilise également ce symbole sous le nom de « septagramme ». Cet heptagramme est également utilisé comme un symbole de puissance magique par d'autres cultes « païens ».
Dans la tradition chrétienne, l'heptagramme représente les sept jours de la Création, et est devenu un symbole permettant de repousser le Mal. Cette explication est généralement avancée pour expliquer la forme primitive des étoiles de shérif aux États-Unis, qui comptaient originellement sept branches.
Dans nombre d'autres religions, tout comme le nombre 7 en général, l'heptagramme est le symbole de la perfection divine.
Enfin, dans la culture alchimique, une étoile à sept branches représente généralement les sept planètes du Système solaire qui étaient les seules connues des anciens alchimistes.

### Drapeaux et symbolique profane
- L'étoile à sept branches est incorporée dans le drapeau de plusieurs tribus de la Nation Cherokee et sur les insignes de la police tribale navajo.
- Elle est utilisée comme emblème du Félibrige, les sept branches correspondant initialement aux sept membres fondateurs mais étant parfois rapprochées des différentes régions de langue d'oc. À ce titre, elle figure sur certains drapeaux représentant l'Occitanie.
- Le drapeau australien emploie cinq heptagrammes et un pentagramme pour figurer la constellation de la Croix du Sud et l'Étoile de la fédération.
- Certaines anciennes versions des armoiries de la Géorgie (et de la République démocratique de Géorgie) sont ornées d'un heptagramme de type {7/2}.
- Le groupe de rock Tool a également employé une forme irrégulière d'heptagramme comme ornement scénique et en a fait le logo de leur site de fans, www.toolarmy.com.
- Depuis le lancement de son album solo en 2014, Damon Albarn porte un pendentif en forme d'heptagramme de type {7/2}. Il l'utilise également en décor de fond pour sa scène de concert et sur son piano.

## Référence et bibliographie
, dont les deux références étaient :
- (en) B. Grünbaum et G. C. Shephard (en), Tilings and Patterns, New York, éd. W. H. Freeman & Co., 1987  (ISBN 0-7167-1193-1) ;
- (en) B. Grünbaum, « Polyhedra with Hollow Faces », Proc of NATO-ASI Conference on Polytopes (Toronto 1993), éd. T. Bisztriczky et al., Kluwer Academic, 1994, p. 43-70.